# 奥斯卡·默勒
奥斯卡·默勒（瑞典語：Oscar Möller，1989年1月22日—），瑞典男子冰球运动员，场上位置是前锋。他曾代表瑞典国家队参加2018年冬季奥林匹克运动会冰球比赛，获得第5名。